# Pubigera
Pubigera — рід грибів родини Hyaloscyphaceae. Назва вперше опублікована 1995 року. Містить єдиний вид Pubigera subvillosula